# Polánka (přírodní památka)
Polánka je přírodní památka poblíž obce Krásné v okrese Chrudim. Oblast spravuje Agentura ochrany přírody a krajiny ČR – RP Východní Čechy. Předmětem  ochrany je suchá loučka a přilehlý remízek, které jsou jedinou lokalitou prstnatce bezového (Dactylorhiza sambucina) v chráněné krajinné oblasti Železné hory.

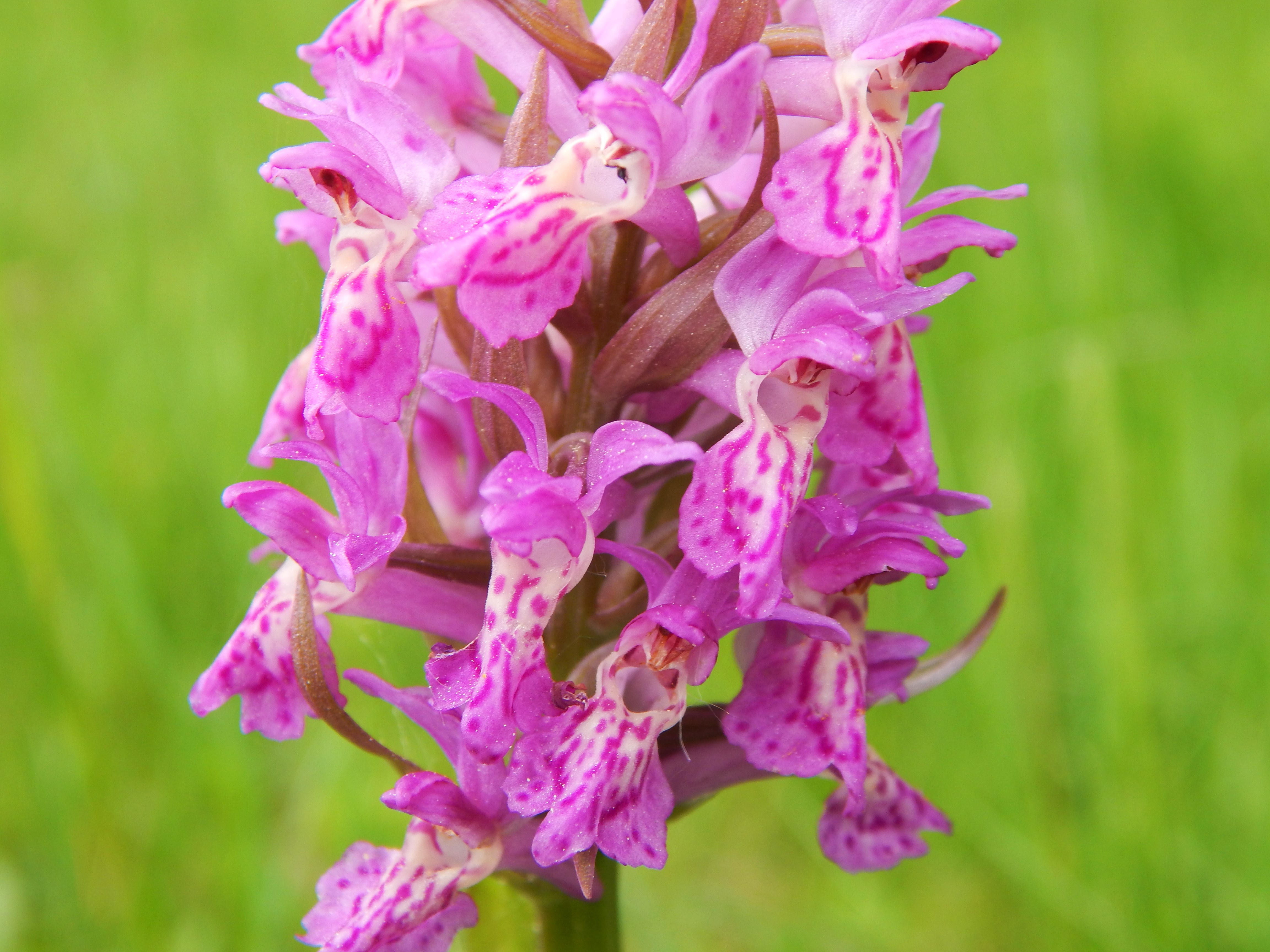
Prstnatec bezový (červený kultivar)
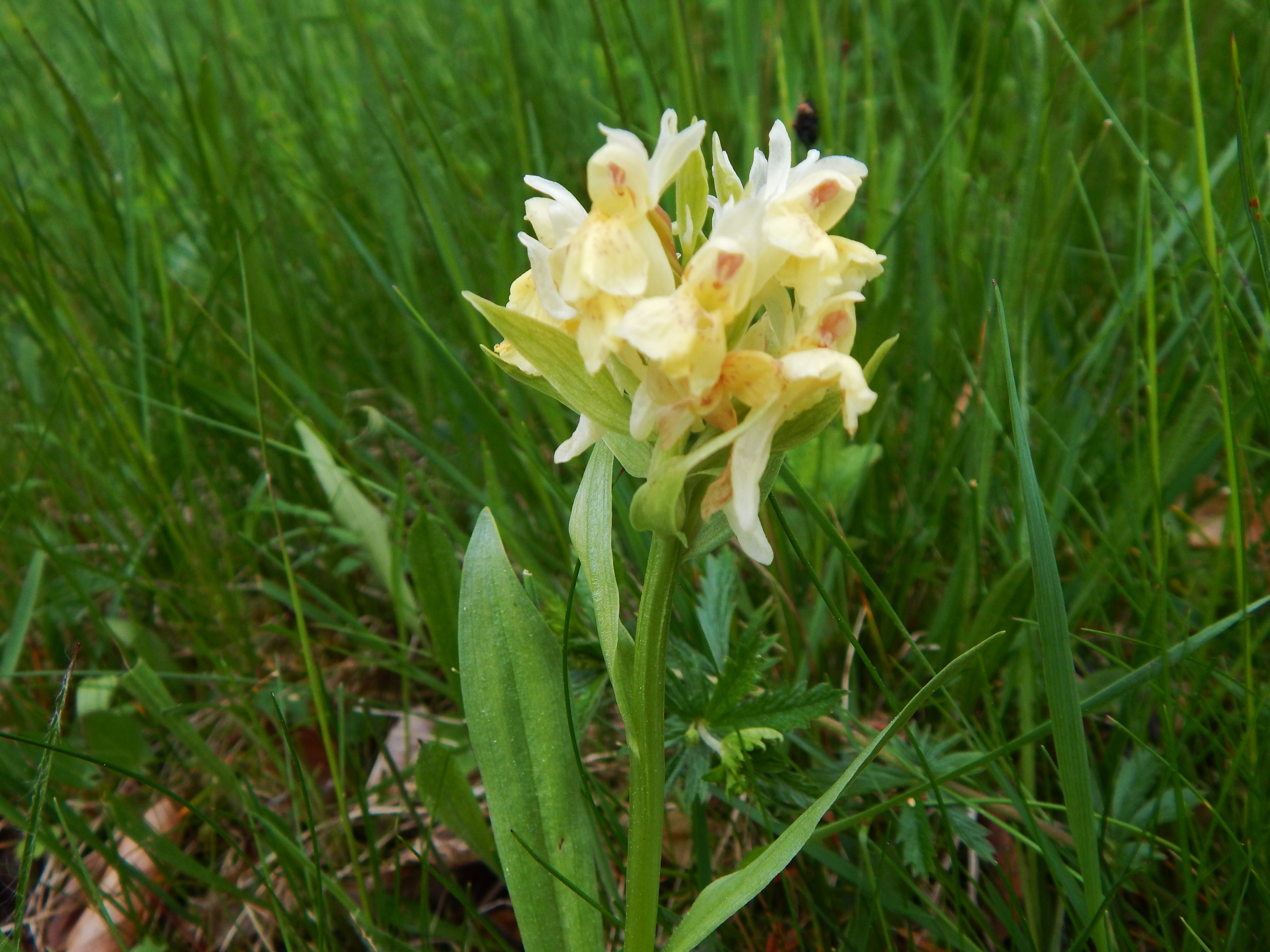
Náprstník bezový (žlutý kultivar)
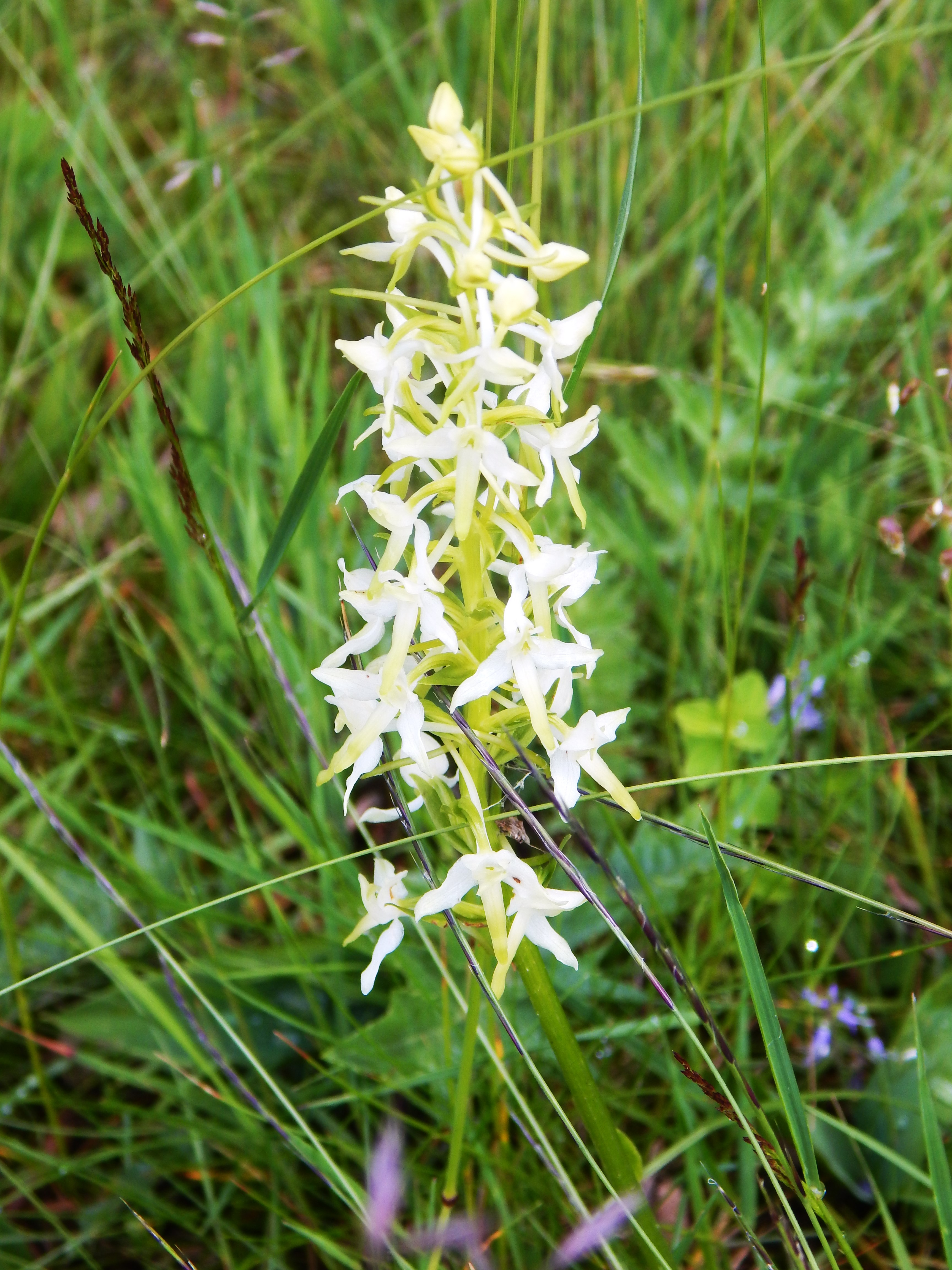
Vemeník dvoulistý